# Tricloreto de nitrogênio

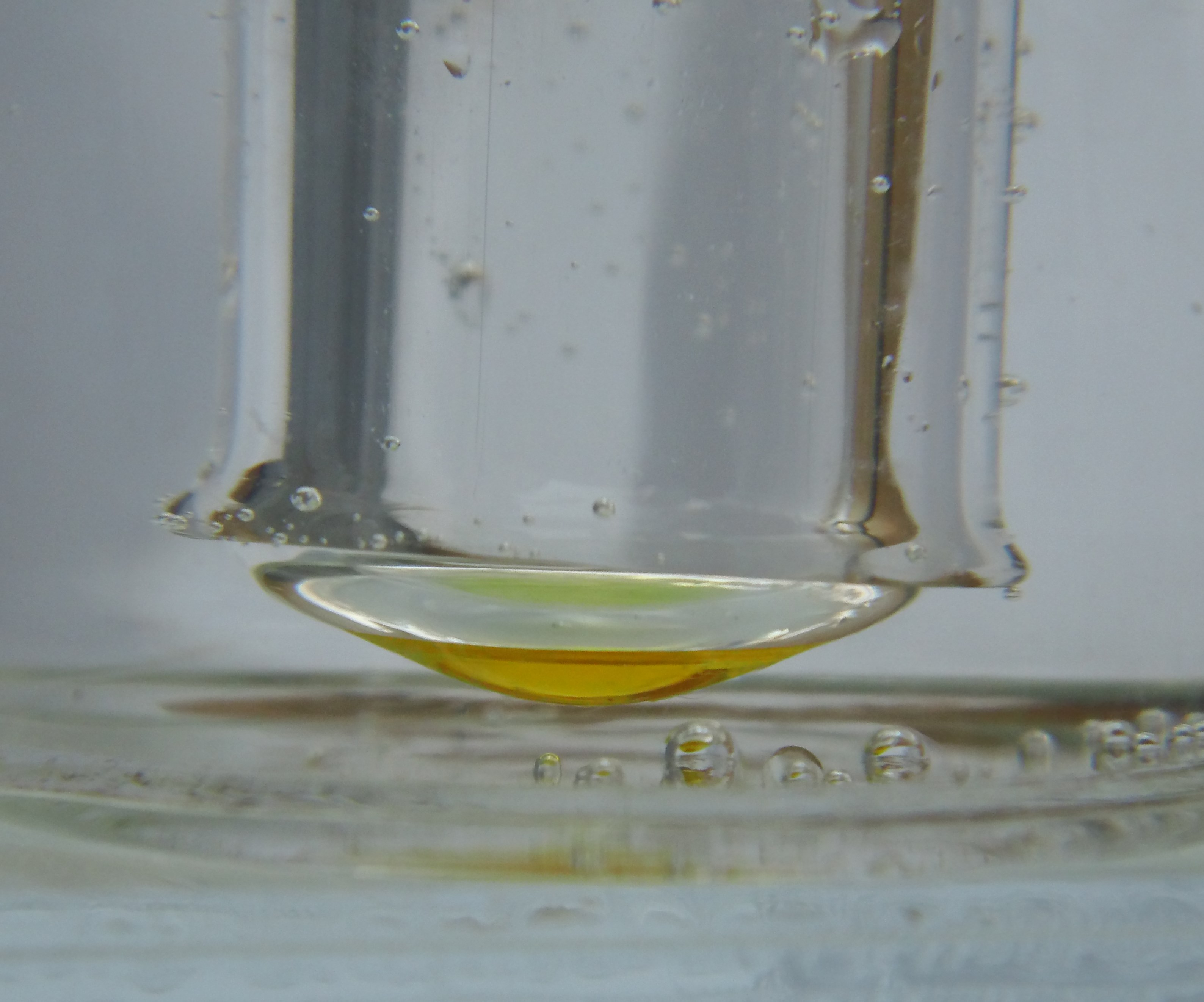
Tricloreto de nitrogênio

Tricloreto de nitrogênio, também conhecido como tricloramina, é um composto químico polar, de geometria piramidal e com uma força intermolecular do tipo Dipolo-Dipolo com a fórmula NCl3. Este líquido amarelo, oleoso, com odor pungente, é mais comumente encontrado como um subproduto das reações químicas entre derivados de amônia e cloro (por exemplo, em piscinas entre cloro desinfetante e ureia oriunda da urina dos banhistas). Na forma pura, NCl3 é altamente reativo. Tricloreto de nitrogênio pode formar-se em pequenas quantidades quando instalações de abastecimento público de água são desinfetados com monocloramina. Tricloreto de nitrogênio foi registrado como Agene e usado para artificialmente alvejar e envelhecer farinha. Já foi utilizado como gás lacrimogêneo.

## Preparação e estrutura
O composto é preparado por tratamento de sais de amônio, tais como nitrato de amônio com cloro:
4 NH3 + 3 Cl2 → NCl3 + 3 NH4Cl
Intermediários na conversão incluem cloramina e dicloramina, NH2Cl e NHCl2, respectivamente.
Como amônia, NCl3 é uma molécula piramidal. As distâncias N-Cl são de 1.76 Â, e os ângulos Cl-N-Cl são de 107°. As eletronegatividades são muito similares para o nitrogênio (3.04) e cloro (3.16).

## Segurança
Tricloreto de nitrogênio é um composto perigosamente explosivo, sendo sensível a luz, calor e compostos orgânicos. Pierre Louis Dulong primeiro o preparou em 1812, e perdeu dois dedos e um olho em duas explosões distintas. Um explosão de NCl3 cegou Sir Humphry Davy temporariamente, induzindo-o a colocar Michael Faraday como seu ajudante. Pesquisadores belgas relacionaram uma possível ligação entre NCl3 e crescentes casos de asma infantil.